# Niezabyszewo
Niezabyszewo [ɲɛzabɨˈʂɛvɔ] (deutsch: Damsdorf, früher Damesdorf; kaschubisch: Niezabëszewò) ist ein Dorf in der Gemeinde Bytów im Powiat Bytowski (Bütower Kreis) in der polnischen Woiwodschaft Pommern.

## Geographische Lage
Das Kirchdorf liegt in Hinterpommern, etwa fünf Kilometer (drei Meilen) südwestlich der Kreisstadt Bütow und 83 Kilometer (52 Meilen) westlich von Danzig.
Das Dorf ist von Moränenhügeln umgeben, die durch die letzte Eiszeit entstanden sind. Der Dorfkern grenzt  im Süden an den sieben Morgen großen Damsdorfer oder Schwarzen See.

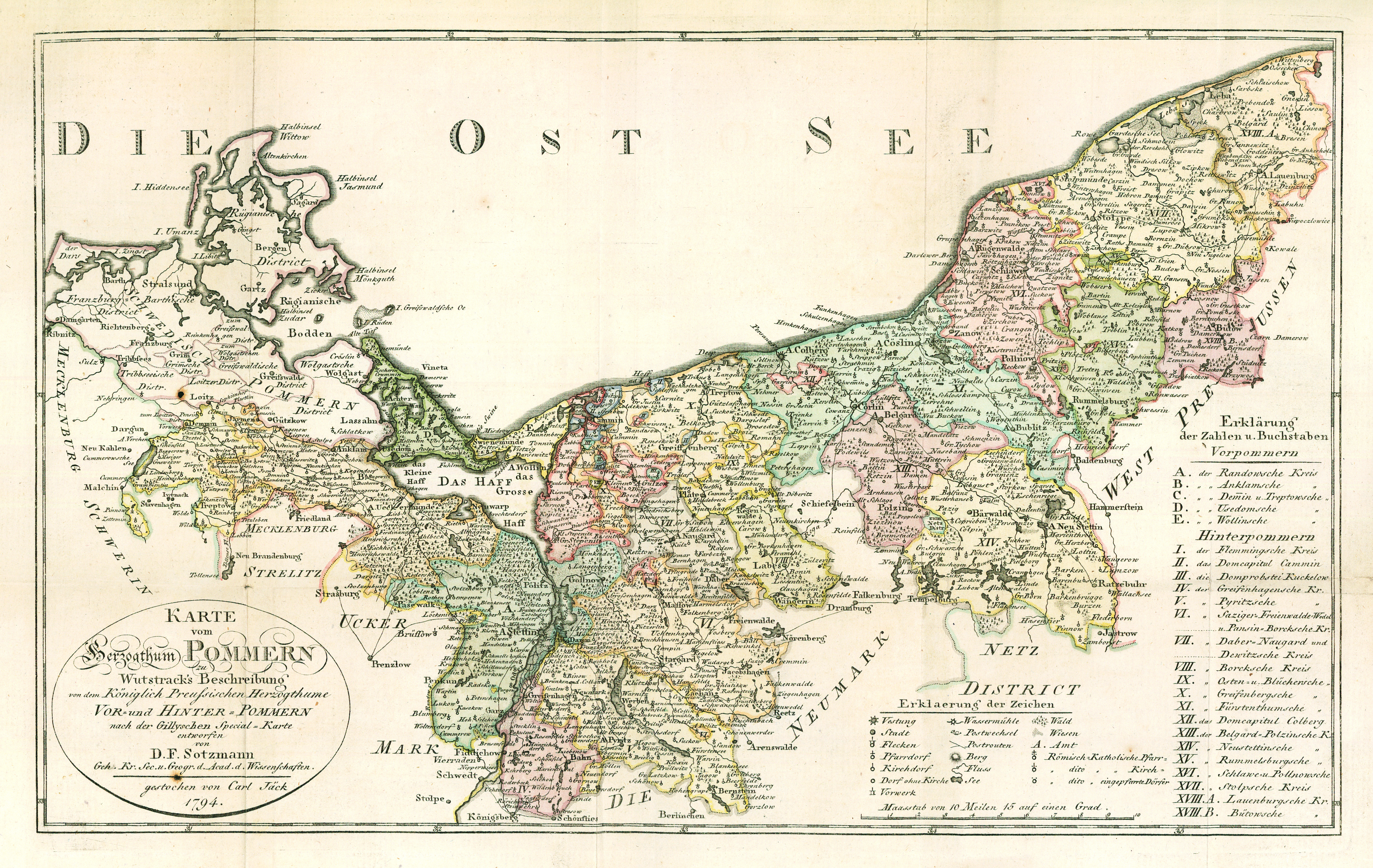
Damsdorf (Damesdorf), südwestlich der Stadt Bütow, auf einer Landkarte von 1794

Damsdorf, südwestlich von Bütow (rechte Bildhälfte), auf einer Landkarte von 1910.

## Geschichte
Archäologische Funde, darunter unter anderem aus der Bronzezeit stammende Steinkistengräber mit Mützenurnen und eine Henkeltasse, zeugen von einer sehr frühen Besiedlung des Ortes.
Das Dorf wurde 1387 das erste Mal unter dem Namen Damesdorff erwähnt. Damesdorf wurde von einem Bütower Großpfleger nach der Kulmer Handfeste von 1393 mit einem Schulzenamt und 40 Hufen ausgegeben. In dieser Handfeste wurde bereits die Pfarrei des Dorfes erwähnt. Im Jahr 1573 wurde das Dorf mit dem Namen Njezabiszewo angeführt, die Lubinsche Karte von 1618 benennt den Ort mit Damesdorp, im Jahr 1638 wurde der Ort mit Damesdorff alias Niezaprzew bezeichnet, und ein Bericht aus dem Jahr 1686 ist mit dem Ortsnamen Niezabiesewo unterzeichnet.
Der Ort war als weiträumiges Platzdorf mit einem ovalförmigen Grundriss angelegt worden. Auf der Außenseite der Ringstraße lagen die Bauernhöfe, in der Mitte befanden sich Wirtschaftswiesen. Der nördliche Teil der Ringstraße diente als Durchgangsstraße. 
1409 stiftete der Hochmeister des Deutschen Ordens Ulrich von Jungingen während einer Rundreise zwei Mark für einen Kelch für Damsdorf.
1438 wurde zum ersten Mal eine Wassermühle erwähnt. Sie wurde nach 1945 abgetragen.
Das Dorf war bereits im Mittelalter für die Herstellung von Ziegeln und Haushaltskeramik bekannt. Für das Jahr 1640 wurde eine Amtsziegelei nachgewiesen. 1662 konnten in dieser Ziegelei 24.000 Ziegel hergestellt werden. 1675 beschloss die Bütower Bürgerschaft, dass von der Damsdorfer Ziegelei 30.000 gebrannte Ziegel für den Wiederaufbau der Bütower Bergkirche St. Georg unentgeltlich einzusetzen sind.
Nach einem Bericht von 1658 befand sich im Dorf eine Schäferei für 1000 Schafe. Während der Friderizianischen Kolonisation war Damsdorf ein großes Zentrum der Schafzucht, Weberei und Tuchherstellung. Die Ausfahrtsstraßen des Dorfes wurden beidseitig mit Bauernhöfen bebaut.
Um 1782 war Damsdorf ein Amtsdorf des Königlichen Amtes Bütow mit einem Freischulzenhof, zehn Bauernstellen, elf Kossäten, fünf auf einem Vorwerk neu angesetzten Kolonisten, einem evangelischen Schulmeister, einem römisch-katholischen Küster, einem römisch-katholischen Priesterbauern, einem Priesterkaten, einem Krüger, einem Schulzenkaten, einem Teerbrenner, einer römisch-katholischen Mutterkirche und vierzig Feuerstellen (Haushaltungen); zum Dorf gehörten die Damsdorfer Wassermühle und die Damsdorfer Ziegelei.
In den Jahren zwischen den beiden Weltkriegen wurden in Damsdorf Haushaltskeramik, Fliesen und Elemente für Entwässerungskanäle gebrannt.
Bis 1945  bildete Damsdorf eine Landgemeinde im Landkreis Bütow im Regierungsbezirk Köslin der preußischen Provinz Pommern Deutschen Reichs. Damsdorf war Sitz des Amtsbezirks Damsdorf.
Gegen Ende des Zweiten Weltkriegs  wurde Damsdorf Anfang März 1945 von der Roten Armee besetzt. Danach wurde Damsdorf zusammen mit ganz Hinterpommern von der Sowjetunion der Volksrepublik Polen zur Verwaltung überlassen. Anschließend kamen Polen in das Dorf, von denen die einheimischen Dorfbewohner aus ihren Häusern und Wohnungen gedrängt wurden. Für Damsdorf wurde die polonisierte Ortsbezeichnung ‚Niezabyszewo‘ eingeführt. In der Folgezeit wurden die einheimischen Dorfbewohner von der polnischen Administration aus Damsdorf vertrieben.

## Kirche

### Dorfkirchen

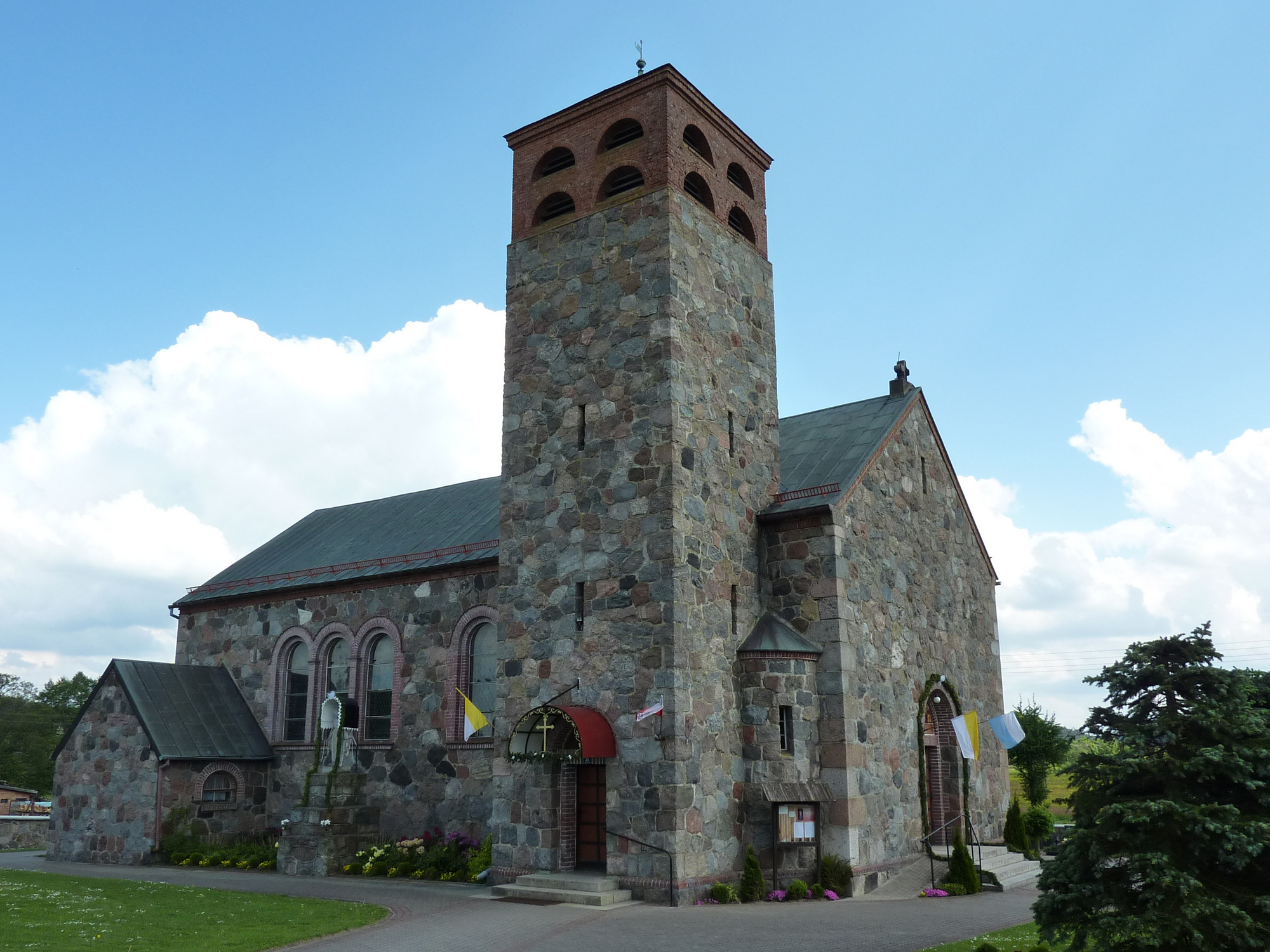
Katholische Kirche St. Nikolaus, bis 1945 Gotteshaus der katholischen Gemeinde Damsdorf

Die katholische Kirche St. Nikolaus  wurde zur Zeit des Deutschen Ordens erbaut und war seit der Reformation bis 1637 im Besitz der evangelischen Gemeinde. Nach einem Bericht von 1686 war es ein Ziegelfachwerkbau mit Fachwerkturm und Schindeldächern und wurde bis 1801/1802 mehrmals restauriert. Zwischen 1855 und 1857 wurde die Kirche neu erbaut, da der ursprüngliche Kirchenbau 1839 baufällig geworden war. Das Mauerwerk besteht aus behauenen Feldsteinen und Backstein. Die Westvorhalle und die Sakristei an der Nordseite wurden 1911 angebaut. 1933 wurde das Kirchenschiff erweitert und der Turm errichtet. Die Kirche ist 23 m lang und 9,70 m breit.
Die katholische Dorfkirche wurde nach dem Zweiten Weltkrieg von der polnischen Administration zugunsten der Römisch-katholischen Kirche in Polen zwangsenteignet und vom polnischen katholischen Klerus ‚neu geweiht‘.
Der Bau der evangelischen Kirche erfolgte mit Unterstützung des Gustav-Adolf-Vereins  in den Jahren 1925–1926 nach Plänen von Rösener und Paulus aus Berlin. Mit einer Länge von 16,70 m und einer Breite von 8,50 m war sie etwas kleiner als die katholische Kirche. Die Ausmalung der Kirche wurde vom Kirchenmaler Gustav Hoffmann (1883–1974) aus Finkenwalde ausgeführt. Die Holzschnitzwerke für die Kirche schuf Max Uecker. Diese Kirchenausstattung ist nicht mehr erhalten.
Die evangelische Dorfkirche wurde nach dem Zweiten Weltkrieg von der polnischen Administration zwangsenteignet.

### Kirchspiel bis 1945
Die hier vor 1945 lebende Bevölkerung war mehrheitlich römisch-katholischer Konfession. Das katholische Kirchspiel war in Damsdorf. Das Standesamt befand sich in Damsdorf. 
Die evangelischen Bewohner der Gemeinde Damsdorf gehörten zum Kirchspiel Bütow. 

### Polnisches Kirchspiel seit 1945
Die seit 1945 und Vertreibung der einheimischen Dorfbewohner anwesende polnische Einwohnerschaft ist überwiegend katholisch. Das polnische katholische Kirchspiel ist im Ort.
Evangelische Polen des Orts gehören zum polnischen evangelischen Kirchspiel Bütow.

## Verkehr
Die 1909 in Betrieb genommene Bahnstrecke Bütow–Rummelsburg verlief nördlich des Dorfes. Am 21. September 1906 berichtete die Schlawer Zeitung, dass in Damsdorf für die geplante Strecke ein Bahnhofsgebäude errichtet wird. Ab 1. März 1924 wurde der Bahnhof nicht mehr mit Personal besetzt und für den Stückgutverkehr geschlossen.
Die Bahnstrecke Bütow–Rummelsburg wurde nach 1945 stillgelegt und demontiert. Der ehemalige Bahndamm wurde für einen Fahrradweg von Bytów (Bütow) nach Miastko (Rummelsburg) genutzt.
Der nördliche Teil der Ringstraße ist heute Teil der Landesstraße 20. 

## Sehenswürdigkeiten
- Haus der Dorfvorsteher, aus der Mitte des 19. Jahrhunderts
- Organistenhaus, aus der Zeit um 1883
- St.-Nikolaus-Kirche. Józef Styp-Rekowski (1902–1969), seit 1926 Mitglied des Bundes der Polen in Deutschland, ab 1951 dessen Ehrenpräsident und ab 1964 dessen Vorsitzender, hielt 1926 in dieser Kirche als katholischer Priester seine erste Messe ab. Im Jahr 1994 wurde in der Kirche ihm zu Ehren eine Gedenktafel angebracht.[17]

## Bedeutende Einwohner
- Albert von Memerty (1814–1896), preußischer General
- Georg Buntrock (1905–1979), deutscher Oberst i. G. der Wehrmacht und Mitarbeiter der Organisation Gehlen